# Louis de Weck

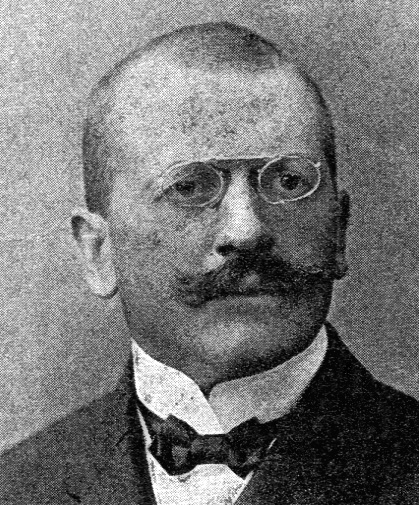
Louis de Weck

Louis de Weck (* 18. Mai 1867 in Villars-sur-Marly; † 8. März 1916 ebenda; heimatberechtigt in Freiburg, Bösingen und Pierrafortscha) war ein Schweizer Politiker.

## Leben
Louis de Weck wurde als Sohn des François de Weck, Grossrat und Ammann von Pierrafortscha, und der Pauline von Surbeck geboren. Sein Grossvater Rodolphe de Weck war Staatsrat in den Jahren von 1838 bis 1847. De Weck heiratete Blanche de Boccard, Tochter des städtischen Polizeidirektors und Grossrats Raymond de Boccard.
Nach dem Besuch des Kollegiums St. Michael studierte de Weck an der Universität Freiburg im Breisgau und an der Rechtswissenschaftlichen Fakultät der Universität Freiburg in der Schweiz. In den Jahren von 1893 bis 1898 war er Oberamtmann des Greyerzbezirks. Im Jahr 1898 wurde er zum Präsidenten des Bezirksgerichts Sense ernannt; ein Amt, das er bis 1900 ausübte. Von 1898 bis 1916 sass er als Konservativer im Grossen Rat. Von 1900 bis 1912 war er Freiburger Staatsrat und übernahm zuerst die Polizei- und ab 1906 die Justizdirektion. Als Gesinnungsgenosse von Georges Python setzte sich Louis de Weck in der Regierung vor allem für das kantonale Ausführungsgesetz zum Zivilgesetzbuch ein.